# Spellcasting 201
Spellcasting 201: The Sorcerer's Appliance ist ein Textadventure mit Grafiken des US-Herstellers Legend Entertainment, das 1991 für MS-DOS erschien. Es handelt sich um die Fortsetzung des Spiels Spellcasting 101 desselben Herstellers und den zweiten Teil einer Trilogie, die 1992 mit Spellcasting 301 ihren Abschluss fand.

## Handlung
Ernie Eaglebeak, ein Teenager aus Port Gecko in der fiktiven Welt Peloria, studiert im zweiten Semester Magie an der renommierten Sorcerer University. Dort präsentieren sich dem Spieler zwei miteinander verwobene Handlungsstränge: Zum einen bewirbt sich Eaglebeak um die Aufnahme der Studentenverbindung Hu Delta Phart, wobei er für den ihm kritisch gegenüberstehenden Aufnahmebeauftragten Chris Cowpatty zahlreiche Aufgaben, in der Regel Studentenstreiche, erledigen muss, um sich als würdig zu erweisen. Gleichzeitig muss er für den Rektor der Universität, Otto Tickingclock, fünf Komponenten einer mysteriösen Maschine (sorcerer's appliance) aufspüren. Im Rahmen der Erledigung einer Aufgabe für Cowpatty kommt Rektor Tickingclock zu Tode, und ein Wahlkampf um seine Nachfolge entbrennt, während Eaglebeak weiter die wenigen noch fehlenden Teile von Tickingclocks mysteriöser Maschine sucht. Als siegreicher Kandidat stellt sich Eaglebeaks Stiefvater und Erzfeind Joey Rottenwood heraus. In letzter Minute kann Eaglebeak mit Hilfe der mittlerweile von ihm fertiggestellten Maschine Tickingclock wiederbeleben und so Rottingwoods Pläne vereiteln. Letztendlich wird er außerdem in die Studentenverbindung Hu Delta Phart aufgenommen.

## Spielprinzip und Technik
Spellcasting 201 ist ein Textadventure, das heißt, Umgebung und Geschehnisse werden als Bildschirmtext ausgegeben und die Visualisierung obliegt zum größten Teil der Fantasie des Spielers. Im Gegensatz zu klassischen Textadventures, die über keinerlei graphische Ausschmückung verfügen, wartet Spellcasting 201 mit einem Bild der jeweiligen Umgebung sowie einem Point-and-Click-Interface auf, mit dem sich einfache Kommandos mit der Maus erstellen lassen. Für komplexe Steuerungsbefehle muss der Spieler allerdings auch weiterhin auf den Textparser zurückgreifen. Das Interface kann den Bedürfnissen des Spielers angepasst werden, indem sich Grafiken und Schaltflächen ausblenden lassen; das Umgebungsbild kann außerdem durch eine Karte der Spielumgebung sowie durch eine Auflistung mitgeführter Gegenstände ersetzt werden. Das Spiel unterstützt den VGA-Standard und konnte Standbilder in entsprechender Qualität anzeigen, außerdem gibt es eine Klanguntermalung einzelner Szenen.
Das Spiel konfrontiert den Spieler mit Zeitmanagement. Ein Spielzug, also eine Befehlseingabe des Spielers, entspricht einer Zeiteinheit. Im Hintergrund agieren NPCs unabhängig vom Spieler, und Ereignisse geschehen in Abhängigkeit von den verbrauchten Zeiteinheiten. Wenn sich beispielsweise nach 50 Spielzügen zwei Personen im Park der Universität treffen und sich über etwas Spielrelevantes unterhalten, muss sich der Spieler nach 50 Spielzügen ebenfalls im Park befinden, um das Gespräch belauschen zu können. Der Spieler muss im Spiel mithin nicht nur das Richtige tun, um voranzukommen, er muss es auch zum richtigen Zeitpunkt tun und kann, wenn er den Zeitpunkt verpasst, das Spiel in einen unlösbaren Zustand versetzen. Der Spieler muss in solchen Situationen auf zuvor abgespeicherte Spielstände zurückgreifen, um das Spiel nicht von vorn beginnen zu müssen, was heutzutage allgemein als schlechtes Spieldesign angesehen wird.
Spellcasting 201 verfügt über ein Magiesystem, das auf dem System in Infocoms Enchanter-Trilogie aufbaut und letztendlich teilweise auf der Erdsee-Saga von Ursula K. LeGuin und teilweise auf dem vancianischen System des Rollenspiel-Regelwerks Dungeons & Dragons beruht. Wie bei Vance müssen Zaubersprüche erst im Gedächtnis "gespeichert" werden, bevor sie genutzt werden können, und wie bei LeGuin wird ein Zauberspruch durch einen Nonsensbegriff repräsentiert. Dieser Begriff kann dann im Spiel als Verb genutzt werden. Beispielsweise heilt der Zauberspruch "VAI" Pflanzen; die Eingabe "VAI IVY" lässt einen kränklichen Efeu schlagartig zu einem kräftigen Rankengewächs mutieren, das man emporklettern kann.
Wie auch die beiden anderen Teile der Spellcasting-Reihe verfügt Spellcasting 201 über zwei Textmodi, zwischen denen gewechselt werden kann und die Auswirkungen auf die Darstellung haben, wenn Eaglebeak in engeren Kontakt mit weiblichen NPCs tritt. Während Texte und Grafiken im "nice"-Modus komplett jugendfrei sind, erfolgt im "naughty"-Modus eine (nach europäischem Verständnis harmlose) Darstellung sexueller Akte. Inhaltlich ist das Spiel in "Levels" aufgeteilt, die durch Wochentage repräsentiert werden. Für jeden Tag gibt es eine zentrale Aufgabe, die gelöst werden muss, damit das Spiel mit dem nächsten Tag fortfährt.

## Produktionsnotizen
In der Tradition der Legend-Vorgängerfirma Infocom wurden den Spieleverpackungen sogenannte Feelies beigelegt – dingliche Materialien mit Bezug zur Spielwelt, die im Spiel selbst referenziert wurden und somit als Kopierschutz dienten. Im Falle von Spellcasting 201 wurden der Verpackung eine Karte des Universitätsgeländes, ein Registrierungsformular für die Universität sowie ein Lehrbuch zum Erlernen eines fiktiven Instruments beigelegt.

## Rezeption
Seit der Entwicklung der MacVenture-Engine 1985 existierten Adventures, die auf eine graphische Benutzeroberfläche an Stelle der Texteingabe setzten, und seit dem Erscheinen von Maniac Mansion 1987 erfreuten sich die Grafikadventures einer hohen Popularität und lösten Textadventures als bis dahin dominierendes Produkt innerhalb des Adventure-Genres ab. Zum Erscheinungszeitpunkt von Spellcasting 201 war mit The Secret of Monkey Island bereits ein Spiel auf dem Markt, das bis in die späten 1990er-Jahre hinein einen technischen Standard für die Steuerung in Adventures vorgab. Ein Textadventure hatte im Jahr 1991 mithin einen schweren Stand, das Genre war kommerziell unattraktiv geworden. Inhaltlich gelungene Vertreter wurden in der Fachpresse gleichwohl noch positiv aufgenommen.
Der Amiga Joker wertete in einem plattformübergreifenden Adventure-Sonderheft, Spellcasting 201 sei ein "Fun-Adventure im besten Sinne". Für die Power Play urteilte Boris Schneider-Johne, das Spiel sei noch komplexer und humorvoller als der Vorgänger, und bezeichnete es insgesamt als "gelungenes Vorzeigewerk" im Genre Textadventures. Der Professor für digitale Medien und Spieledesigner Nick Montfort hielt fest, dass Spellcasting 201 "nicht so ausgereift wie Porky's Rache und schon gar kein Die Enden der Parabel" sei, aber über interessante Puzzles verfüge und Spaß mache. Das Magazin Hardcore Gaming 101 bilanzierte in einer Analyse der Spellcasting-Spielereihe zunächst deutliche Parallelen zur (später erschienenen) Harry-Potter-Buchreihe sowie zur (früher begonnenen) Adventure-Reihe Leisure Suit Larry. Das Magazin bezeichnete Spellcasting 201 als stellenweise verwirrend und frustrierend und machte dies am unübersichtlichen Layout des Universitätscampus, an der übergroßen Bedeutung des Faktors Zeit im Spiel und der Vielzahl von Möglichkeiten der Bedienung der mysteriösen Maschine fest. Das Fazit des Magazins bezüglich des Schwierigkeitsgrads:

„If you made it through the first game by the skin of your teeth, chances are this episode still will drive you insane.“

„Wenn du den ersten Teil [der Spieleserie] auf dem Zahnfleisch kriechend geschafft hast, hast du gute Karten, dass dieser Teil dich in den Wahnsinn treibt.“

Insgesamt lobte aber auch Hardcore Gaming 101 den Humor des Spiels und wertete, dass es von einer "großartigen Schreibe" zeuge, wenn es fast so viel Spaß bereite, im Spiel bewusst Unfug zu treiben, wie zielstrebig der Lösung zuzustreben.